# Хеленелунд
Хеленелунд (на шведски: Helenelund) е град в лен Стокхолм, община Солентюна, Югоизточна Швеция. Той е предградие (град-сателит) на столицата Стокхолм. Намира се на около 15 km на северозапад от централната част на Стокхолм и на около 5 km на югоизток от Солентюна. Има жп гара. Населението на града е 11 000 жители според данни от преброяването през 2011 г.